# Kamjanská přehrada
Kamjanská přehrada (ukrajinsky Ка́м'янське водосховище / Kamjans’ke vodoschovyšče) je přehradní nádrž na území Dněpropetrovské, Kirovohradské a Poltavské oblasti na Ukrajině. Přehradní jezero má rozlohu 567 km². Je 140 km dlouhé a maximálně 20 km široké. Průměrná hloubka je 4,3 m. Má objem 2,45 km³.

## Vodní režim
Přehradní jezero na řece Dněpru za hrází Středodněperské hydroelektrárny bylo naplněno v letech 1963-65. Úroveň hladiny se prakticky nemění. Reguluje denní kolísání průtoku. Na pobřeží leží města Kremenčuk a Verchňodniprovsk. V místech ústí řek (Vorskla, Psjol) vznikly velké zálivy.

### Přítoky
- Dněpr
- Psjol
- Samara
- Vorskla